# Isabella de Gloucester y Hertford
Isabella de Clare (2 de noviembre de 1226 – 10 de julio de 1264) fue hija de Gilbert de Clare, IV conde de Hertford y V conde de Gloucester e Isabel Marshal. Es también conocida como Isabel de Clare, el cual era un nombre común en su familia.

## Familia
Los abuelos maternos de Isabel fueron William Marshal y su esposa Isabel de Clare, IV condesa de Pembroke. Así como sus abuelos paternos fueron Richard de Clare, III conde de Hertford y Amice FitzRobert.
Isabella fue la cuarta de seis hermanos, su hermano fue Richard de Clare, VI conde de Gloucester. Su hermana, Amice de Clare se casó de Baldwin de Redvers, VI conde de Devon y fue madre de Baldwin de Redvers, VII conde de Devon e Isabella de Fortibus.

## Matrimonio
Isabella se casó el 12 de mayo de 1240, a los trece años, con Robert de Brus, V señor de Annandale. Isabella le cedió a su marido el pueblo de Ripe, en Sussex. Robert fue un candidato a convertirse en rey de Escocia, de la muerte de la joven Margarita, doncella de Noruega. No obstante su marido no consiguió vencer a su rival, Juan de Balliol, quien fue elegido rey en 1292.
Robert e Isabella tuvieron seis hijos:
- Robert (1243–1304)
- William, casado con Elizabeth de Sully, sin descendencia
- Bernard, casado en primer lugar con Alicia de Clare y más tarde con Constance de Morleyn
- Richard (m. antes del 26 de enero de 1287)
- Isabella (1249 – c. 1284), primera esposa Sir John FitzMarmaduke. Fue enterrada en Easington, condado de Durham.[1]

Tras la muerte del rey Juan en 1314. El nieto de Isabella, Roberto se convirtió en rey de Escocia. No obstante, Isabel no vivió para ver este día, pues falleció en 1264.